# Neotrichia ersitis
Neotrichia ersitis är en nattsländeart som beskrevs av Donald G. Denning 1948. Neotrichia ersitis ingår i släktet Neotrichia och familjen smånattsländor. Inga underarter finns listade i Catalogue of Life.